# Alice Phoebe Lou
Alice Phoebe Lou, née le 19 juillet 1993, est une autrice-compositrice-interprète sud-africaine. Encore jeune, elle quitte l'Afrique du Sud pour l'Europe et commence par donner des concerts de rue, en chantant accompagnée d'une guitare, puis rencontre petit à petit le succès. Cela lui permet de sortir plusieurs EPs et albums qu'elle finance elle-même malgré des propositions de l'industrie musicale. L'évolution de sa carrière l'amène à jouer dans le monde entier et dans de grands festivals, mais elle continue de rencontrer ses auditeurs dans des lieux publics. Ses compositions mélangent divers genres musicaux comme la folk, la pop, le jazz. Elle cite parmi ses influences des artistes comme Patti Smith, Miriam Makeba, PJ Harvey, Connan Mockasin ou encore Timber Timbre. Depuis 2019, elle est aussi active au sein du projet musical Strongboi.

## Jeunesse
Alice Phoebe Lou passe son enfance à Kommetjie, sur la côte ouest de la Péninsule du Cap en Afrique du Sud, et fréquente une école Steiner-Waldorf. Ses parents sont réalisateurs de films documentaires. Enfant, elle prend des leçons de piano, mais la guitare est un instrument dont elle apprend à jouer de façon autodidacte,. À 14 ans, elle aime beaucoup la musique trance et photographie des concerts, parfois même contre rémunération. En 2010, elle passe ses vacances d'été à Paris, d'abord en vivant chez sa tante, pour déménager ensuite chez un ami, puis elle commence à gagner de l'argent en pratiquant une forme de jonglage avec du feu.

## Carrière

### Années 2010
En 2012, elle profite d'une parenthèse utile après avoir obtenu son diplôme d'études secondaires en Afrique du Sud, pour retourner en Europe : d'abord à Amsterdam, puis à Berlin où elle continue le jonglage et commence à chanter en jouant de la guitare, pour s'apercevoir que cette nouvelle activité lui apporte davantage de revenus. Après sa parenthèse utile, elle envisage d'aller à l'université en Afrique du Sud mais finit par acheter un amplificateur portable et retourne jouer à Berlin. Sur place, elle joue dans des stations du S-Bahn, du métro, ainsi que dans des parcs,. Après un mois passé à Berlin, elle joue dans un programme télévisuel.
En avril 2014, elle autoproduit son EP Momentum. La chanson Fiery Heart, Fiery Mind extraite de l'EP, figure dans la bande originale du film Ayanda sorti en 2015. Elle commence également à jouer dans des salles. Après une performance à la conférence TED de Berlin le 6 septembre 2014,, elle reçoit des offres de maisons de disques, mais elle tient à rester indépendante,,. En décembre 2014, elle sort un album live intitulé Live at Grüner Salon dans le but de financer l'enregistrement de son premier album studio.
En 2015, elle commence sa tournée et joue pour la première fois au festival South by Southwest aux États-Unis. Depuis, elle y participe chaque année,,. Elle se produit aussi au TEDGlobal à Londres et fait la première partie du groupe californien Rodriguez (en) lors de sa tournée en Afrique du Sud en 2016,.
Son album Orbit, produit par Matteo Pavesi et Jian Kellett-Liew,, sort en avril 2016. Elle est nommée la même année pour le prix de la meilleure artiste féminine aux Prix de la critique allemande du disque (de) en Allemagne, puis est invitée par plusieurs programmes de télévision allemands pour des interviews et des concerts,. Elle tourne en Europe, en Afrique du Sud ainsi qu'aux États-Unis, et donne trois concerts à guichets fermés au planétarium de Berlin,.
En 2017, plusieurs de ses tournées et concerts se jouent à guichets fermés, mais malgré son succès, Alice Phoebe Lou continue à jouer dans la rue. En décembre, elle auto-produit les neuf titres de l'EP Sola et publie un livre intitulé Songs, poems and memories,,. Le même mois, sa chanson She tirée de la bande originale du film Hedy Lamarr: From Extase to Wifi figure sur la liste des nominations pour l'Oscar de la meilleure chanson originale.
She sort en single numérique le 23 février 2018 avec un clip réalisé par Natalia Bazina. Alice Phoebe Lou entame une nouvelle tournée en Europe, aux États-Unis, en Afrique du Sud, au Japon et au Canada. Le premier single Something Holy tiré de son album à venir Paper Castles, sort le 30 novembre 2018,.
Le 15 janvier 2019, le second single de l'album, la chanson Skin Crawl, sort au format numérique. Ses paroles ont été écrites après une mauvaise expérience vécue par l'artiste et s'inscrivent dans une thématique féministe. Le 15 février, le troisième single Galaxies paraît, suivi de l'album Paper Castles le 8 mars 2019,,. Toujours en mars, Alice est l'artiste du mois du site web musical Consequence of Sound. Un enregistrement live du single Galaxies, filmé au Zeiss Planetarium à Berlin, auquel participe Maisie Williams, sort le 6 mai 2019. Elle effectue cette même année une tournée d'une centaine de concerts à travers l'Europe, le Japon, les États-Unis et le Canada,,. Le 30 mai, elle joue pour la première fois sur la scène principale du festival Primavera Sound à Barcelone. Plus tard dans la journée, elle donne un autre concert en effectif réduit sur la scène de l'OCB Paper Sessions. Primavera Sound publie un extrait des concerts joués sur la scène principale dans leur collection vidéo Best of 2019.[réf. souhaitée] Au début du mois de juin, le clip de Skin Crawl réalisé par Colin Read, qui met en scène la chanteuse dans un univers monochrome où les hommes n'ont qu'un rôle utilitaire, réduits à l'état de meubles ou d'objets pour son usage, reçoit un prix en 3e place des Music Video Awards de Berlin, dans la catégorie Meilleur concept. Le 12 juillet, l'EP A Place of My Own (mahogany sessions), contenant 4 morceaux de Paper Castles joués en public, sort au format numérique, accompagné d'une vidéo de session d'enregistrement disponible sur Youtube. Le 7 août, une vidéo pour le titre Lost in LA, chanson de l'EP Sola,  est aussi mise en ligne sur Youtube,. Le 15 novembre, Alice est invitée à s'exprimer par le programme Aspekte de la chaîne allemande ZDF, et interprète le morceau Paper Castles avec ses musiciens. En décembre, Paper Caslte est classé 19e dans la liste 2019 des 50 meilleurs albums du NBHAP magazine et 7e dans la liste 2019 des 35 meilleurs albums et EP du FMS magazine. Enfin, 2019 voit naître son projet parallèle nommé Strongboi, avec Ziv Yamin, pour lequel quelques clips sont réalisés. Le projet compose les titres Strongboi, Honey Thighs et Tuff Girl.

### Années 2020

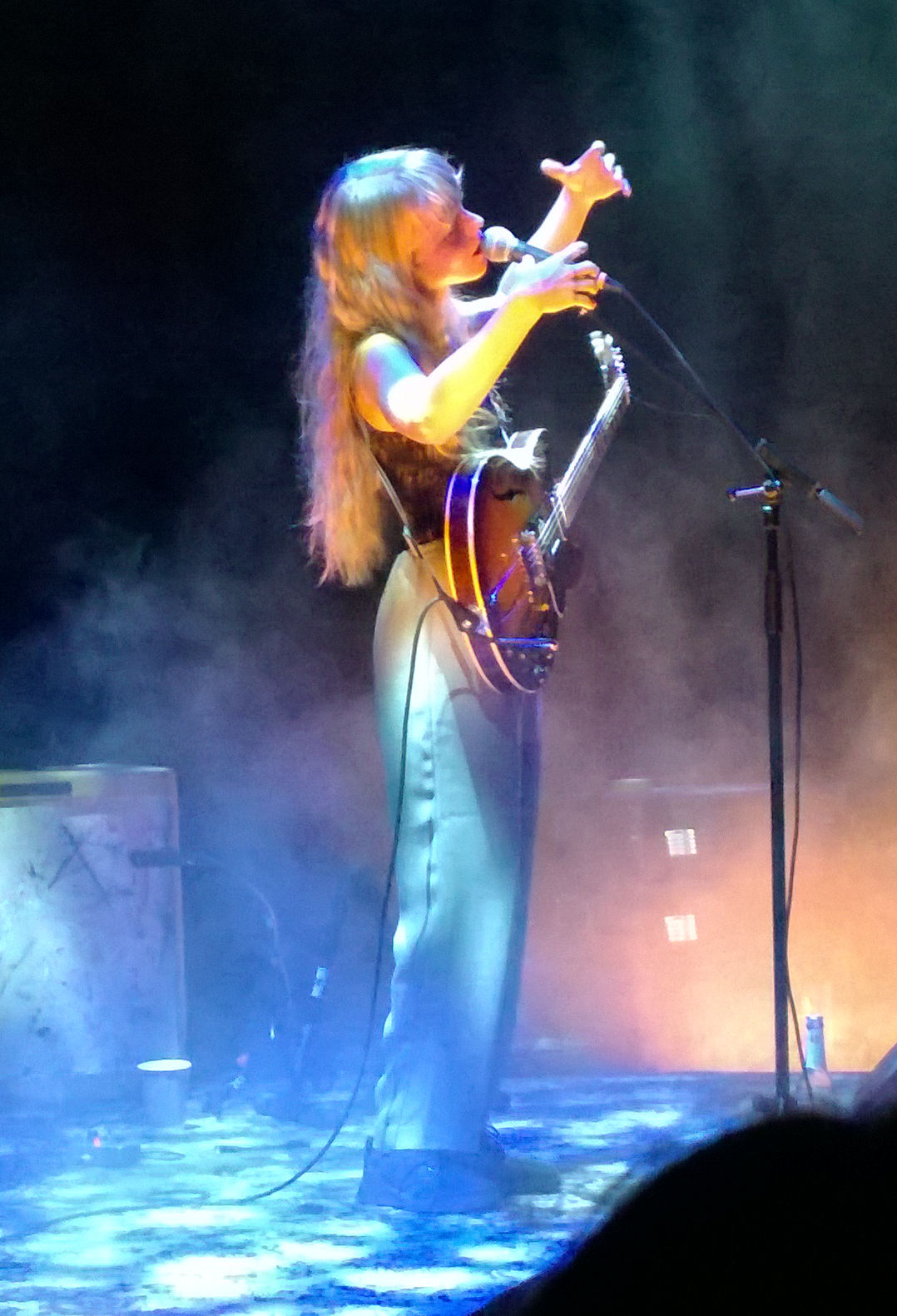
Alice Phoebe Lou en concert au Funkhaus à Berlin

Le 28 février 2020, le média allemand Bayerischer Rundfunk, diffuse en streaming le concert qu'elle donne au festival organisé par la radio allemande Puls (en), enregistré le 30 novembre 2019 à Munich. Malgré une tournée intense, Lou continue de jouer occasionnellement dans les parcs de Berlin et dans les stations S-Bahn. En 2020, elle fait une courte tournée en Europe puis donne plusieurs concerts diffusés en streaming, notamment sur Arte[réf. souhaitée]. Le 13 mars 2020, elle sort le single Witches. Le premier mai, elle édite un album live de dix pistes, Live at Funkhaus, enregistré pendant le concert de décembre 2019 au Funkhaus à Berlin, accompagné d'un court documentaire réalisé par Julian Culverhouse sur les derniers jours de la tournée Paper Castles. Le single Touch sort le 26 juin. Un vinyle violet de 45 tours avec les pistes Witches et Touch paraît le 18 septembre. En novembre 2020, la sortie de son troisième album studio Glow est annoncée pour mars 2021. Le 4 décembre, le clip du single Dusk présent sur l'album à venir, est mis en ligne. Le 10 décembre 2020, elle reprend une chanson inédite de Paul McCartney, Deep Deep Feeling, pour la campagne 12 Days of Paul du musicien.
Le 19 février 2021, le clip d'un second single, Dirty Mouth, lui aussi extrait du futur album, est mis en ligne. Les paroles sont de nouveau inspirées par ses expériences difficiles avec les hommes et évoquent une forme de libération. Glow sort le 19 mars 2021.

## Discographie

### Albums
- Live at Grüner Salon (2014, CD autoproduits vendus lors des concerts[39], la version mp3 est toujours disponible sur son site)
- Orbit (autoproduit en 2016; promu par exemple par Motor Music[66])
- Paper Castles (autoproduit le 8 mars 2019, avec des services rachetés à Motor Music[67],[68],[69])
- Glow (autoproduit sorti le 19 mars 2021)[70]

### Titres populaires
- Witches[71]
- Dusk[71]
- Glow[71]
- Lover / Over the moon[71]
- Open my door[71]

### EPs
- Momentum (EP, 2014, CD autoproduits vendus lors des concerts[39], la version mp3 est toujours disponible sur son site)
- Sola (EP, 2017, Long play et MP3)
- A Place of My Own (Mahogany Sessions) (2019, numérique)[72]